# Арсланов, Айрат Гареевич
Айра́т Гаре́евич Арсла́нов (тат. Айрат Гәрәй улы Арсланов 10 апреля 1928 — 23 апреля 2010) — советский и российский актёр, мастер художественного слова, диктор. Заслуженный артист РСФСР (1978), народный артист РСФСР (1981), член Союза театральных деятелей РФ.
Более четырёх десятилетий голос Айрата Арсланова доносил с эстрады, по радио и телевидению литературные произведения. Произведения в его исполнении записаны Всесоюзной фирмой грамзаписи «Мелодия» и разошлись по всему Советскому Союзу.

## Биография
Родился в селе Ахун Буздякского района Башкирской АССР 10 апреля 1928 года.
В 1949 году окончил актёрское отделение Татарского государственного театрального училища, а в 1967 году — актёрский факультет Московского института театрального искусства имени А. В. Луначарского (заочное отделение).
С 1956 по 1960 годы работает артистом драмы Академического театре имени Г. Камала.
С 1960 по 1967 годы работал диктором на телевидении.
С мая 1967 года становится артистом Татарской государственной филармонии имени Габдуллы Тукая. В 1991 году его назначают режиссёром отдела народных коллективов филармонии.
Скончался 23 апреля 2010 года, похоронен на Ново-Татарском кладбище в Казани.

## Признание
- Заслуженный артист Татарской АССР (1957).
- Народный артист Татарской АССР (1974).
- Заслуженный артист РСФСР (01.12.1978).
- Народный артист РСФСР (13.05.1981).
- Орден Трудового Красного Знамени (1971).
- Республиканская премия имени Габдуллы Тукая (1969) — за концертные программы «С Лениным сердце мое говорит», «Татарстан мой край родной».
- Лауреат Всероссийских конкурсов артистов-чтецов (1957, 1974).
- Решением Казанской городской Думы от 04.03.2015 № 24-41 улица в жилом комплексе «Салават Купере» названа в честь А.Г.Арсланова.